# Liagorophila endophytica
Liagorophila endophytica, vrsta crvenih algi iz porodice Acrochaetiaceae koja se pripisuje rodu Liagorophila, po nekim autorima sinonim za rod Acrochaetium, dok ga drugi još uvijek priznaju. 
L. endophytica je morska vrsta alge iz Atlantika (Španjolska, Kanari) i Pacifika (Kina, Japan, Tajvan, Hawaii), nekada uključivana i u rod Audouinella.

## Sinonimi
- Audouinella yamadae Garbary 1980; bazionim
- Acrochaetium yamadae (Garbary) Y.Lee & I.K.Lee 1988